# Francisco Barceló
Francisco Barceló Bravo ( Rancagua, 1827-1891) fue un militar chileno, quien tuvo una destacada participación en la Guerra del Pacífico con el grado de coronel del Ejército de Chile. Actualmente el Regimiento Reforzado n.º 10 "Pudeto" tiene su nombre patronímico.

## Biografía
Fue hijo de Ramón Barceló y de Rosa Bravo. El 2 de julio de 1842 ingresó al Ejército como cadete de artillería y en 1843 ingresó a la Escuela Militar. 
El 14 de junio de 1845 se incorporó al Ejército como subteniente del Batallón "Yungay" y en 1848 ascendió a teniente. Colaboró en la Campaña de Valdivia de 1849-1850 bajo el mando del coronel Benjamín Viel.

### Guerra Civil de 1851
Durante la Guerra Civil de 1851 participó apoyando al Ejército Revolucionario de La Serena. Después de la guerra el Ejército lo dio de baja. Años más tarde fue reincorporado a las filas de la institución castrense, durante el gobierno de José Joaquín Pérez, ascendiendo a capitán en 1866.

### Campañas de la Araucanía
Tuvo una activa participación en las campañas de la Araucanía. El 1 de agosto de 1869 ascendió a sargento mayor, permaneciendo en la Araucanía hasta el 15 de marzo de 1872, y en 1873 fue nombrado gobernador de Combarbalá. En 1867 fue designado director de la Penitenciaría de Santiago y ascendió a teniente coronel.

### Guerra del Pacífico
En 1879, cuando se inició la Guerra del Pacífico, fue nombrado segundo comandante del regimiento "Santiago", siendo a fines de ese año comandante en propiedad de aquel regimiento. Combatió en la Toma de Pisagua en 1879.
En 1880 fue arrestado por un incidente con el General en Jefe Erasmo Escala debido a diferentes interpretaciones de la ordenanza militar. Cuando el General Escala dejó el mando fue dejado en libertad y fue nombrado Comandante de la II División del ejército el 23 de marzo de 1880. Luchó heroicamente en la Batalla de Tacna el 26 de mayo de 1880, en donde fue herido en un brazo y en el pecho.
El 20 de octubre de 1880 fue nombrado comandante de la II Brigada de la III División del Ejército y participó en la campaña de Lima. Luchó heroicamente en las batallas de Chorrillos y de Miraflores el 13 y el 15 de enero de 1881, siendo en esta última acción herido de gravedad en el cuello. Regresó a Chile y el 31 de mayo de 1881 ascendió a coronel graduado y fue nombrado jefe de la Oficina de reclamos del Ejército.

«El coronel Barceló, sordo a las balas, el pantalón a la rodilla y aferrándose a la crin de su montura como un novel jinete, llegaba a galope... Quiso hablar, pero los soldados lo interrumpieron, desafiándolo a que él pasara primero. Por toda respuesta, el anciano coronel, clavando su caballo lo lanzó por un boquete. Y aquella cabeza blanca..., solitaria en medio del peligro, levantó el regimiento devolviéndonos a todos el legendario valor del roto chileno.»
Un corresponsal de guerra relata la actuación de Francisco Barceló Bravo en la guerra del Pacífico.

Meses después ascendió a coronel efectivo y falleció en Santiago el 15 de abril de 1891. Después de su muerte fue ascendido a General de Brigada.